# All About Eve
All About Eve — десятый студийный альбом британской исполнительницы PJ Harvey, выпущенный 12 апреля 2019 года и включающий музыку для одноимённого спектакля Иво ван Хове, современной театральной адаптации классического голливудского фильма «Всё о Еве». В альбом вошли десять инструментальных композиций, а также две песни, исполненные ведущими актрисами спектакля, Джиллиан Андерсон и Лили Джеймс.

## Предыстория
Новость о том, что музыку для спектакля ван Хове напишет Пи Джей Харви, появилась в сентябре 2018 года. Премьера спектакля состоялась 2 февраля 2019 года в лондонском театре Ноэла Кауарда.
Накануне выпуска альбома Пи Джей Харви опубликовала две композиции из него, песню «The Moth» и инструментальную «Descending». Она также высказалась о работе над альбомом в целом, отметив, что ей пришлась по душе та свобода, которую даёт инструментальное творчество, не стеснённое ограничениями песенной формы.

## Список композиций
Все песни написаны Пи Джей Харви.
| №   | Название         | Длительность |
| --- | ---------------- | ------------ |
| 1.  | «Becoming»       | 6:43         |
| 2.  | «Shimmer»        | 2:09         |
| 3.  | «The Sandman»    | 2:08         |
| 4.  | «Waltz»          | 3:03         |
| 5.  | «Descending»     | 3:11         |
| 6.  | «Lieben»         | 2:24         |
| 7.  | «Ascending»      | 2:25         |
| 8.  | «Cadenza»        | 1:05         |
| 9.  | «The Moth»       | 3:28         |
| 10. | «Traüme»         | 2:15         |
| 11. | «Arpeggio Waltz» | 2:11         |
| 12. | «Change In C»    | 2:00         |

## Участники записи
- Музыканты: Пи Джей Харви, Джеймс Джонстон, Кенрик Роу
- Вокал: Джиллиан Андерсон (3), Лили Джеймс (9)[4]